# Fougères
Fougères (en galo Foujerr, en bretón Felger) es una ciudad de Francia situada en la región de Bretaña y en el departamento Ille y Vilaine.

## Historia
La creación de Fougères remonta a la Edad Media. La primera mención del castillo de Fougères data de finales del siglo X, cuando era una simple edificación de madera sobre un espolón rocoso que controlaba el valle del Nançon. En torno al mismo surgió la población de la ciudad baja, si bien a partir del siglo XII comienza a surgir la ciudad alta, quedando la ciudad organizada en dos parroquias: Saint-Sulpice y Saint-Léonard.
El castillo sigue agrandándose mientras tanto, acorde a su papel estratégico como plaza fuerte de la frontera del ducado de Bretaña, lo que no excluye que sus señores busquen a veces el favor del reino de Francia y que Fougères sufra diversos episodios armados durante todo el resto de la Edad Media, hasta su definitiva anexión a Francia en 1488.

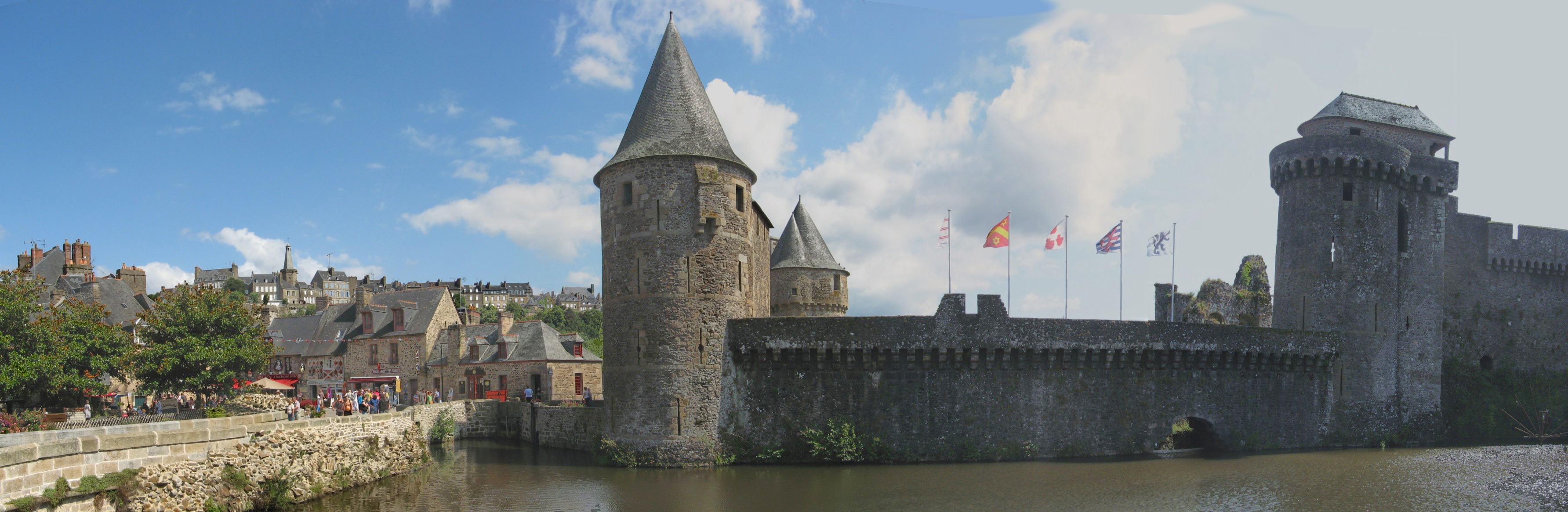
El castillo visto desde la plaza Raoul II

Durante la Edad Moderna Fougères pierde su papel militar, si bien el artesanado continúa desarrollándose. En el siglo XIX estos pequeños productores serán sustituidos por las primeras industrias, hasta llegar al siglo XX, cuando Fougères se consolida como una pequeña ciudad de carácter comarcal y abierta al turismo y a diversas industrias.

## Demografía
| 7177 | 7297 | 7443 | 7600 | 9182 | 9384 | 9931 | 9083 | 9344 | 9470 | 9580 | 11 201 | 11 873 | 14 325 | 15 578 | 18 221 | 20 735 | 20 952 | 23 537 | 22 178 | 21 167 | 21 061 | 21 033 | 20 432 | 19 281 | 23 151 | 24 279 | 26 045 | 26 610 | 24 362 | 22 239 | 21 779 | 20 678 |
| Para los censos de 1962 a 1999 la población legal corresponde a la población sin duplicidades (Fuente: INSEE [Consultar]) |      |      |      |      |      |      |      |      |      |      |        |        |        |        |        |        |        |        |        |        |        |        |        |        |        |        |        |        |        |        |        |        |

## Monumentos
Fougères cuenta con un rico patrimonio que incluye 24 monumentos históricos. Está catalogada como Ciudad de arte y de historia. 
- El castillo de Fougères, construido entre los siglos XII y XV, es uno de los más imponentes de Francia. Abarca dos hectáreas, tiene tres líneas de murallas y se encuentra en buen estado de conservación. Estaba unido a la ciudad alta por unas murallas que permitían el repliegue de los defensores.[7]
- De las murallas se conservan importantes lienzos en la parte adyacente al castillo, así como la puerta de Notre-Dame.
- La iglesia Saint-Sulpice. Cercana al castillo y centro de la ciudad baja, fue construida en el siglo XV en estilo gótico flamígero con notas típicas de la arquitectura bretona.
- El beffroi o campanario, construido en 1397 y símbolo del poder municipal.
- La iglesia de San Leonardo (Saint-Léonard) se edificó en los siglos XV y siglo XVI, siendo ampliada en el XIX al hacerse necesario por el crecimiento demográfico.[7]
- Aparte de estos grandes monumentos, existen diversos edificios de interés, como el edificio del Ayuntamiento, el Teatro Municipal o el convento de las Clarisas.

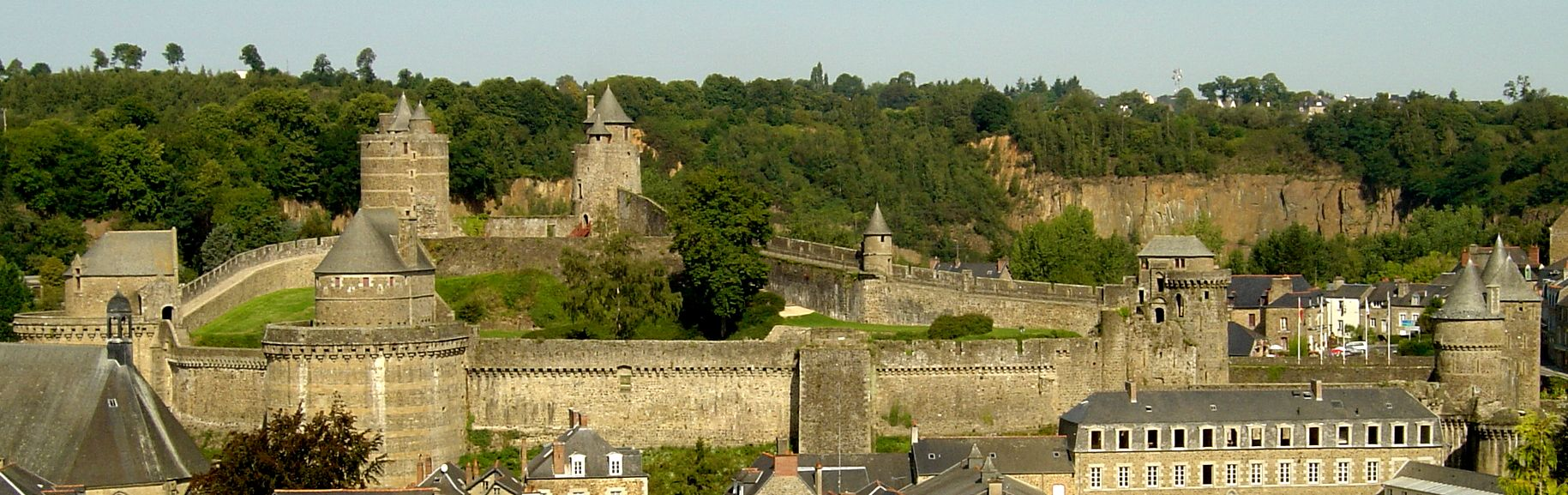
Vista general del castillo
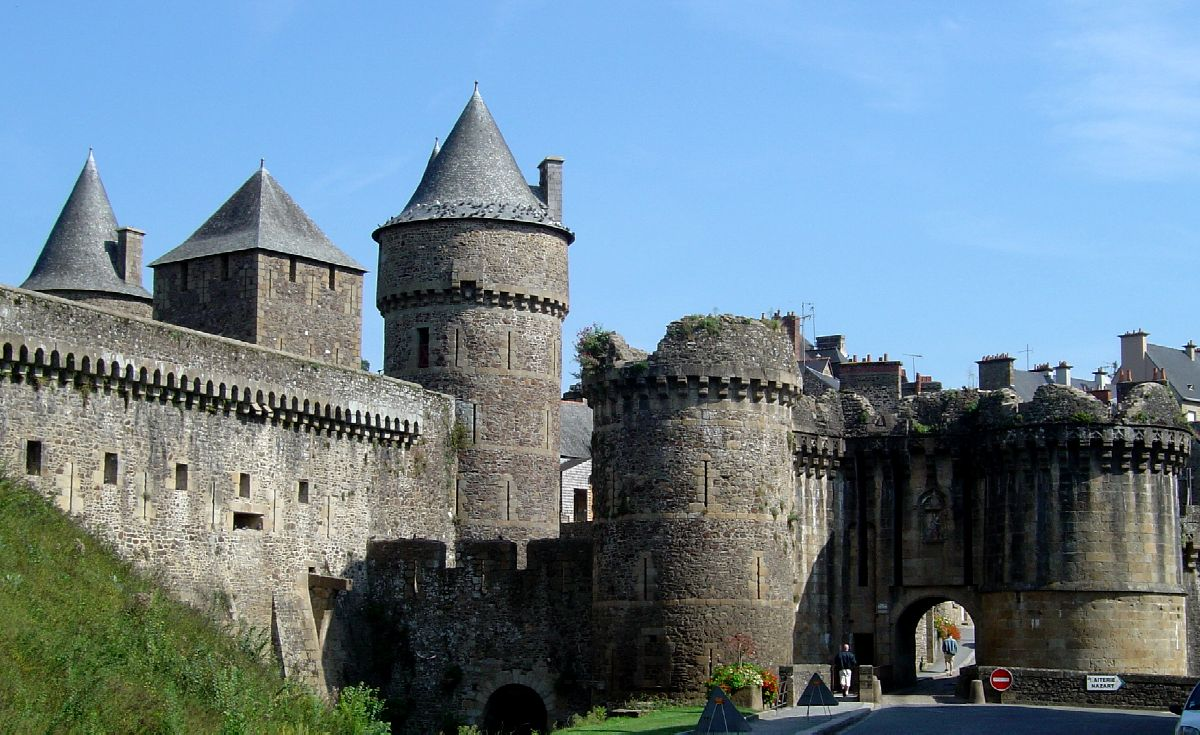
Vista del castillo y de la puerta Notre-Dame
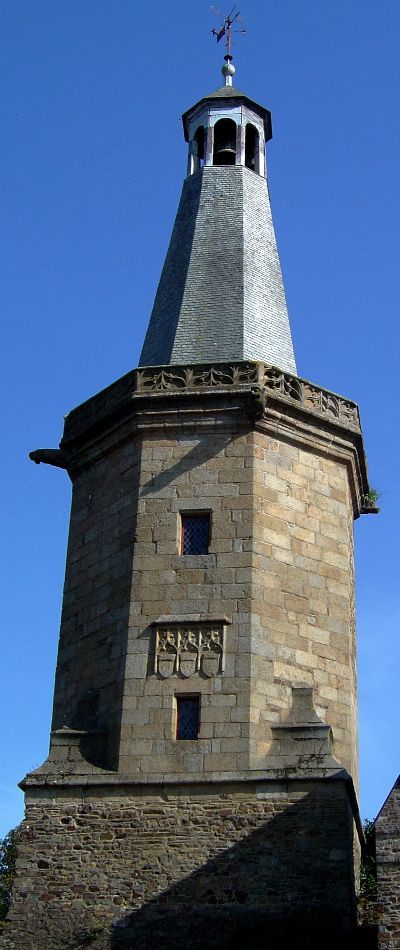
Beffoi
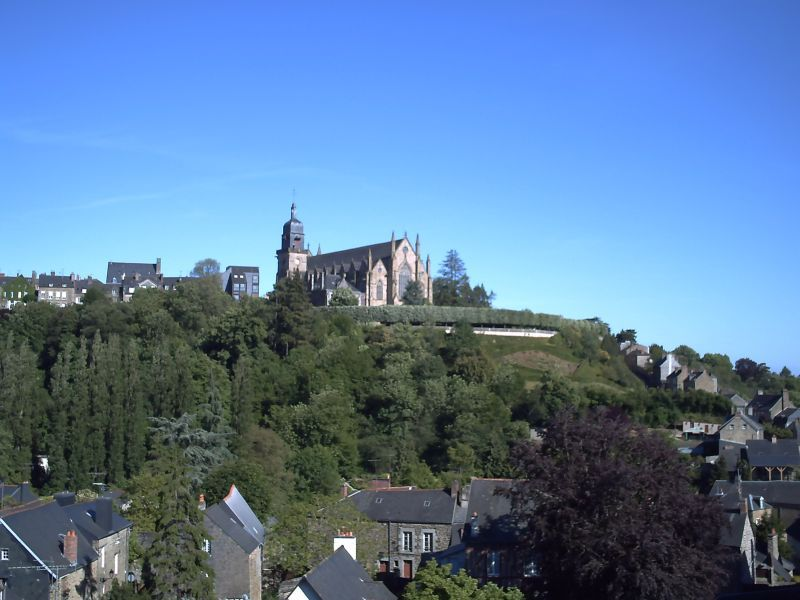
Vista de la ciudad alta y de la iglesia Saint-Léonard
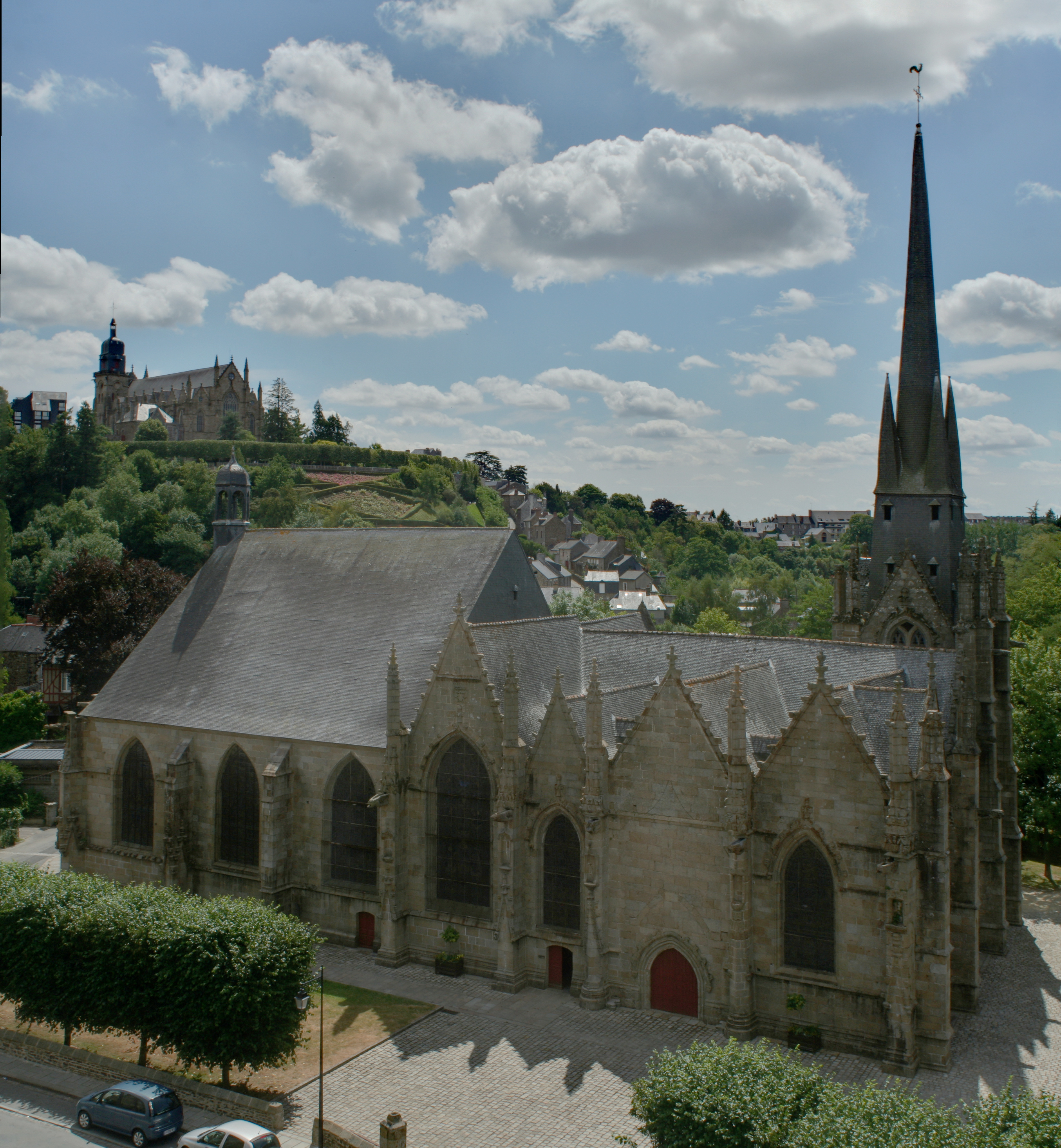
Iglesia Saint-Sulpice vista desde el castillo